# Synchlora isolata
Synchlora isolata är en fjärilsart som beskrevs av W. Warren 1900. Synchlora isolata ingår i släktet Synchlora och familjen mätare. Inga underarter finns listade i Catalogue of Life.